# A Republikanska futbołna grupa (1995/1996)
A Republikanska futbołna grupa (1995/1996) była 72. edycją najwyższej piłkarskiej klasy rozgrywkowej w Bułgarii. W rozgrywkach brało udział 16 zespołów. Tytułu nie obroniła drużyna Lewski Sofia. Nowym mistrzem Bułgarii został zespół Sławia Sofia.

## Tabela końcowa
| 1.  | Sławia Sofia         | 30 | 67 | 51 | 14 |
| 2.  | Lewski Sofia         | 30 | 62 | 49 | 22 |
| 3.  | Łokomotiw Sofia      | 30 | 58 | 55 | 24 |
| 4.  | Neftochimik Burgas   | 30 | 57 | 58 | 31 |
| 5.  | CSKA Sofia           | 30 | 56 | 49 | 26 |
| 6.  | Spartak Warna        | 30 | 41 | 47 | 52 |
| 7.  | Dobrudża Dobricz     | 30 | 39 | 30 | 43 |
| 8.  | Lewski Kjustendił    | 30 | 37 | 27 | 37 |
| 9.  | FK Montana           | 30 | 36 | 33 | 35 |
| 10. | Botew Płowdiw        | 30 | 36 | 33 | 38 |
| 11. | Łokomotiw Płowdiw    | 30 | 35 | 25 | 50 |
| 12. | Etyr Wielkie Tyrnowo | 30 | 33 | 21 | 37 |
| 13. | Rakowski Ruse        | 30 | 32 | 33 | 41 |
| 14. | FK Szumen            | 30 | 32 | 28 | 44 |
| 15. | Łowecz               | 30 | 30 | 29 | 40 |
| 16. | Spartak Płowdiw      | 30 | 22 | 24 | 58 |

| Legenda:                  |
| Puchar UEFA               |
| Puchar Zdobywców Pucharów |
| Puchar Intertoto          |
| spadek                    |

1 Trzy ostatnie zespoły spadły do II ligi, z której awansowały: Minior Pernik, Spartak Plewen i Marica Płowdiw.
2 Przy równej liczbie punktów o kolejności w tabeli decydowały wyniki bezpośrednich meczów.

## FinałPucharu Bułgarii
- Sławia SOFIA – Lewski Sofia 4:0
W '75 minucie przy stanie 1:0 piłkarze Lewskiego opuścili boisko i odmówili kontynuowania spotkania. Bułgarski Związek Piłki Nożnej do tamtego wyniku doliczył jeszcze walkower 3:0.

## Król strzelców
- 21 goli –  Iwo Georgiew (Spartak Warna)